# Phylica guthriei
Phylica guthriei är en brakvedsväxtart som beskrevs av Neville Stuart Pillans. Phylica guthriei ingår i släktet Phylica och familjen brakvedsväxter. Inga underarter finns listade i Catalogue of Life.